# Winston Reid
Pour les articles homonymes, voir Reid.
Winston Reid, né le 3 juillet 1988 à North Shore City, est un footballeur international néo-zélandais jouant au poste de défenseur central.

## Biographie
Les deux parents de Reid ont une ascendance Māori. Il est affilié à Tainui par son père et à Te Rarawa par sa mère. Il est né à North Shore, Auckland, et a commencé à jouer au football à l'âge de quatre ans dans le club local Takapuna,. Reid a déménagé de Nouvelle-Zélande au Danemark à l'âge de 10 ans avec sa mère et son beau-père danois, mais a toujours gardé le contact avec son père et sa famille en Nouvelle-Zélande.

## Vie personnelle
En plus de parler anglais, Reid parle couramment le danois. En juillet 2015, Reid est devenu père pour la première fois lorsque sa femme, Yana, a donné naissance à des jumeaux, Ariana et Damien.
En août 2015, Reid a lancé une bourse de football au Scots College, remportée par Sarpreet Singh et Max Mata.
Depuis août 2022, Reid et sa famille sont basés à Dubaï.

### En club
Winston Reid a évolué au FC Midtjylland, au Danemark entre 2005 et 2010.
Il a ensuite signé un contrat de trois ans avec le club anglais de West Ham United.
Le 14 février 2020, il est prêté pour six mois aux États-Unis, au Sporting de Kansas City.
Le 1er février 2021, il est prêté à Brentford.

### En sélection
Évoluant dans les équipes de jeunes danoises, il est sélectionné pour la première fois en équipe de Nouvelle-Zélande de football en 2010 et fait partie du groupe des vingt-trois sélectionnés pour la Coupe du monde 2010.
Au premier tour de la Coupe du monde 2010, il marque un but dans les dernières minutes de Nouvelle-Zélande - Slovaquie (1-1), ce qui permet à la Nouvelle-Zélande de prendre son premier point de son histoire dans cette compétition.

## Statistiques
| Saison                | Club                    | Championnat           | Championnat | Championnat | Coupe nationale | Coupe nationale | Coupe de la Ligue | Coupe de la Ligue | Supercoupe | Supercoupe | Compétition(s) continentale(s) | Compétition(s) continentale(s) | Compétition(s) continentale(s) | Séries | Séries | Total | Total |
| Saison                | Club                    | Division              | M.          | B.          | M.              | B.              | M.                | B.                | M.         | B.         | Comp.                          | M.                             | B.                             | M.     | B.     | M.    | B.    |
| 2005-2006             | FC Midtjylland          | Superliga             | 1           | 0           | 0               | 0               | -                 | -                 | -          | -          | -                              | -                              | -                              | -      | -      | 1     | 0     |
| 2006-2007             | FC Midtjylland          | Superliga             | 11          | 0           | 0               | 0               | -                 | -                 | -          | -          | -                              | -                              | -                              | -      | -      | 11    | 0     |
| 2007-2008             | FC Midtjylland          | Superliga             | 9           | 0           | 2               | 0               | -                 | -                 | -          | -          | -                              | -                              | -                              | -      | -      | 11    | 0     |
| 2008-2009             | FC Midtjylland          | Superliga             | 25          | 2           | 1               | 0               | -                 | -                 | -          | -          | C3                             | 3                              | 1                              | -      | -      | 29    | 3     |
| 2009-2010             | FC Midtjylland          | Superliga             | 30          | 0           | 3               | 0               | -                 | -                 | -          | -          | -                              | -                              | -                              | -      | -      | 33    | 0     |
| 2010-2011             | FC Midtjylland          | Superliga             | 1           | 0           | -               | -               | -                 | -                 | -          | -          | -                              | -                              | -                              | -      | -      | 1     | 0     |
| Sous-total            | Sous-total              | Sous-total            | 77          | 2           | 6               | 0               | -                 | -                 | -          | -          | -                              | 3                              | 1                              | -      | -      | 86    | 3     |
| 2010-2011             | West Ham United         | Premier League        | 7           | 0           | 3               | 1               | 2                 | 0                 | -          | -          | -                              | -                              | -                              | -      | -      | 12    | 1     |
| 2011-2012             | West Ham United         | Championship          | 28          | 3           | 2               | 0               | 0                 | 0                 | -          | -          | -                              | -                              | -                              | 3      | 0      | 33    | 3     |
| 2012-2013             | West Ham United         | Premier League        | 36          | 1           | 1               | 0               | 0                 | 0                 | -          | -          | -                              | -                              | -                              | -      | -      | 37    | 1     |
| 2013-2014             | West Ham United         | Premier League        | 22          | 1           | 0               | 0               | 0                 | 0                 | -          | -          | -                              | -                              | -                              | -      | -      | 22    | 1     |
| 2014-2015             | West Ham United         | Premier League        | 30          | 1           | 2               | 0               | 1                 | 0                 | -          | -          | -                              | -                              | -                              | -      | -      | 33    | 1     |
| 2015-2016             | West Ham United         | Premier League        | 24          | 1           | 4               | 0               | 1                 | 0                 | -          | -          | C3                             | 1                              | 0                              | -      | -      | 30    | 1     |
| 2016-2017             | West Ham United         | Premier League        | 30          | 2           | 1               | 0               | 2                 | 0                 | -          | -          | C3                             | 3                              | 0                              | -      | -      | 36    | 2     |
| 2017-2018             | West Ham United         | Premier League        | 18          | 0           | 1               | 0               | 1                 | 0                 | -          | -          | -                              | -                              | -                              | -      | -      | 20    | 0     |
| 2018-2019             | West Ham United         | Premier League        | 0           | 0           | 0               | 0               | 0                 | 0                 | -          | -          | -                              | -                              | -                              | -      | -      | 0     | 0     |
| 2019-2020             | West Ham United         | Premier League        | 0           | 0           | 0               | 0               | 0                 | 0                 | -          | -          | -                              | -                              | -                              | -      | -      | 0     | 0     |
| Sous-total            | Sous-total              | Sous-total            | 195         | 9           | 14              | 1               | 7                 | 0                 | -          | -          | -                              | 4                              | 0                              | 3      | 0      | 223   | 10    |
| 2020                  | Sporting de Kansas City | MLS                   | 10          | 1           | -               | -               | -                 | -                 | -          | -          | -                              | -                              | -                              | 2      | 0      | 12    | 1     |
| Sous-total            | Sous-total              | Sous-total            | 10          | 1           | -               | -               | -                 | -                 | -          | -          | -                              | -                              | -                              | 2      | 0      | 12    | 1     |
| Total sur la carrière | Total sur la carrière   | Total sur la carrière | 282         | 12          | 20              | 1               | 7                 | 0                 | -          | -          | -                              | 7                              | 1                              | 5      | 0      | 321   | 14    |